# Kugelrolle

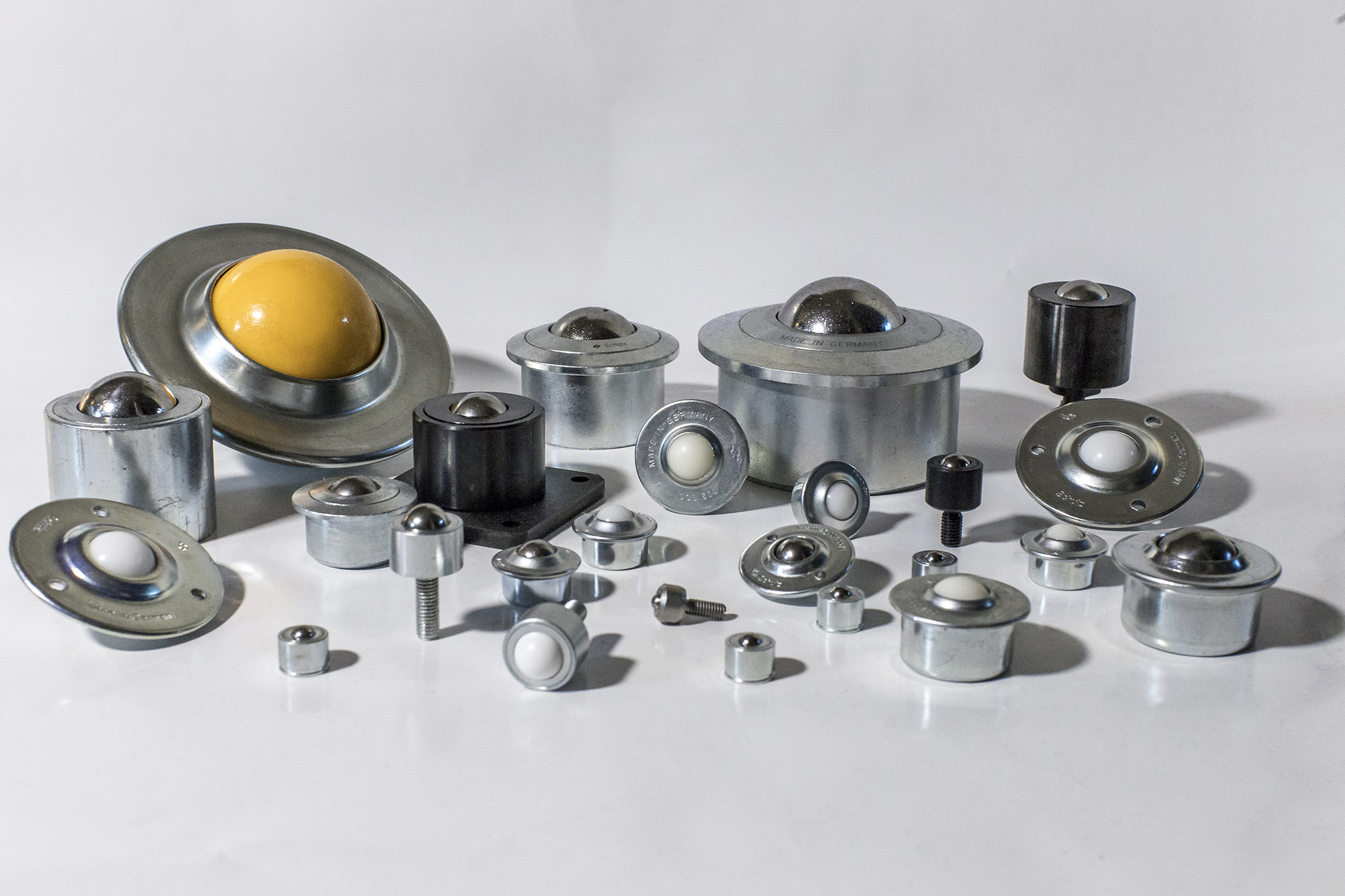
Übersicht Kugelroll-Typen der Fa. Schulz Stanztechnik

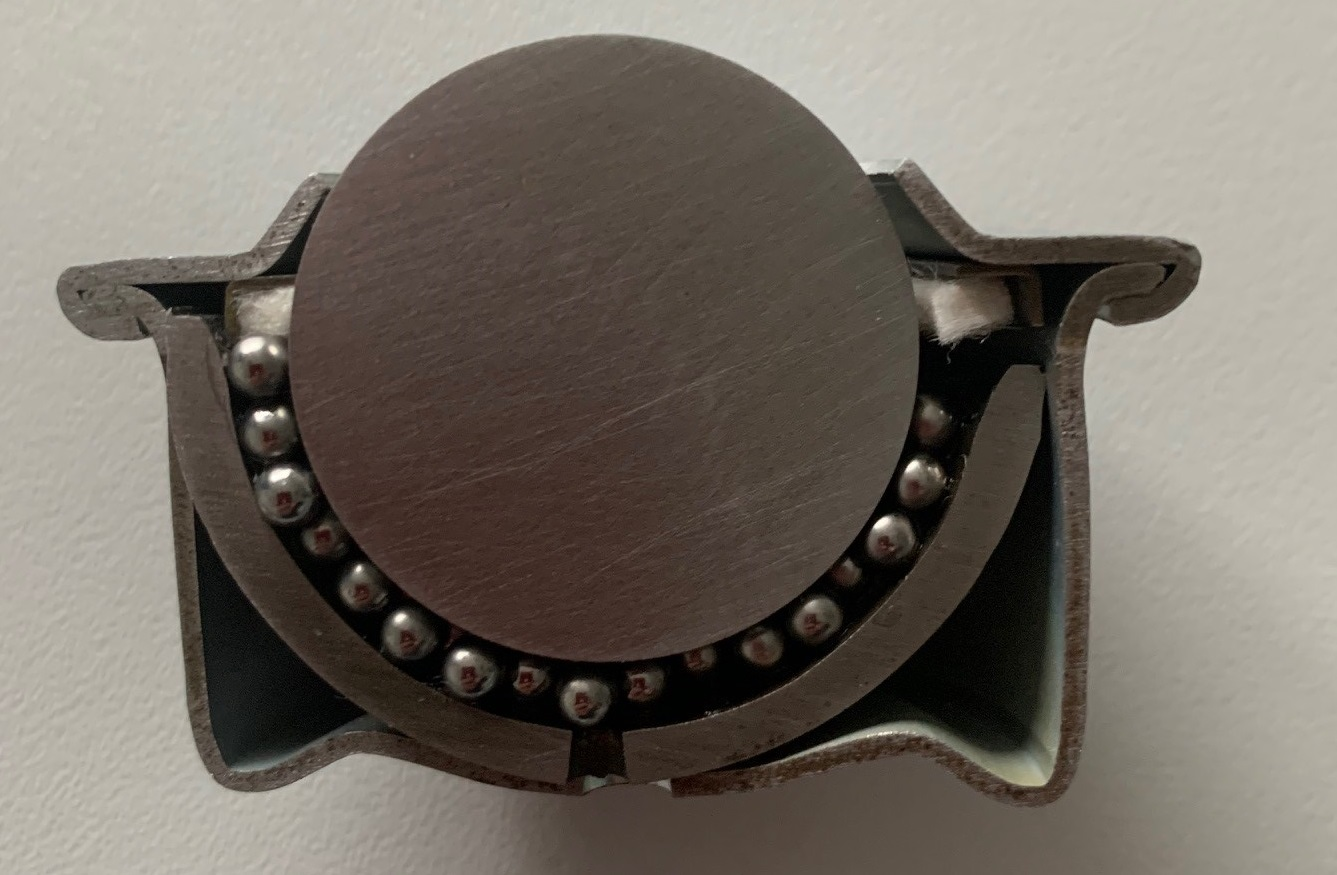
Schnittansicht einer Stahlblech-Kugelrolle der Fa. Schulz Stanztechnik.

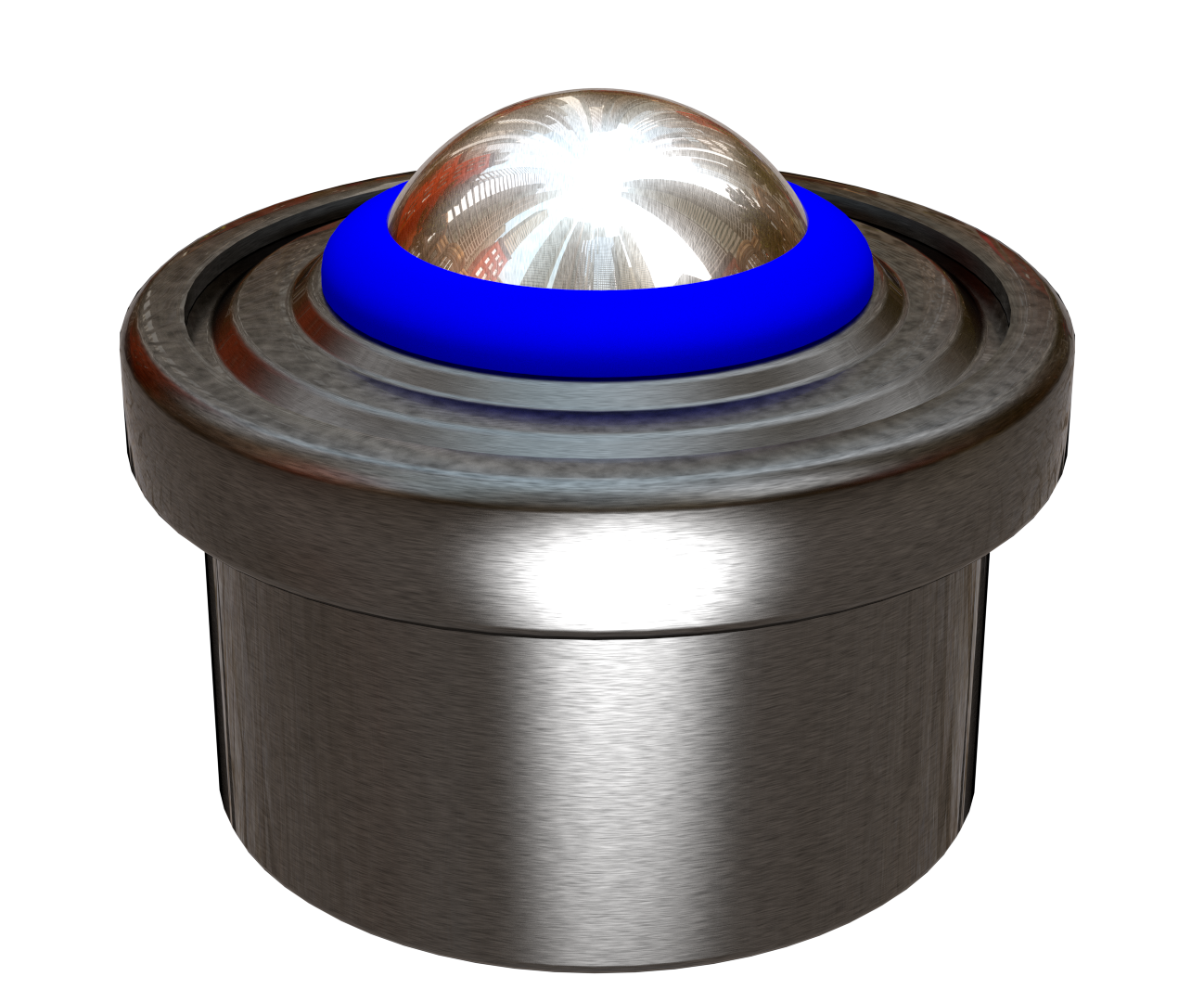
Kugelrolle

Kugelrollen sind eine Sonderform des Wälzlagers, die vor allem in der Fördertechnik eingesetzt werden. Dabei wälzt sich die Tragrolle für das Transportgut auf einem Kugelbett mit kalottenförmiger Stützschale ab. Kugelrollen ermöglichen die Bewegung von Förderobjekten in beliebiger Richtung in der Ebene.

## Einsatz
Kugelrollen eignen sich für den Transport von Produkten und Waren, bei denen die Möglichkeit der allseitigen horizontalen Bewegung sowie der Drehung um die vertikale Achse notwendig ist. Sie gewährleisten einen reibungsarmen und hoch belastbaren Förderguttransport. Schnelle Richtungswechsel lassen sich realisieren. Kugelrollen zeichnen sich durch hohe Temperaturtoleranz und Stoßfestigkeit aus. Für manche Verwendungen werden Kugelrollen in Form von Kugelrolltischen eingesetzt.
Durch den Einsatz unterschiedlicher Materialien ist ein breit gefächerter Einsatz der Kugelrollen möglich. So werden sie nicht nur in der Fördertechnik, sondern auch im Maschinen- und Anlagenbau, in der Medizintechnik und weiteren Industriesparten verwendet.

## Aufbau

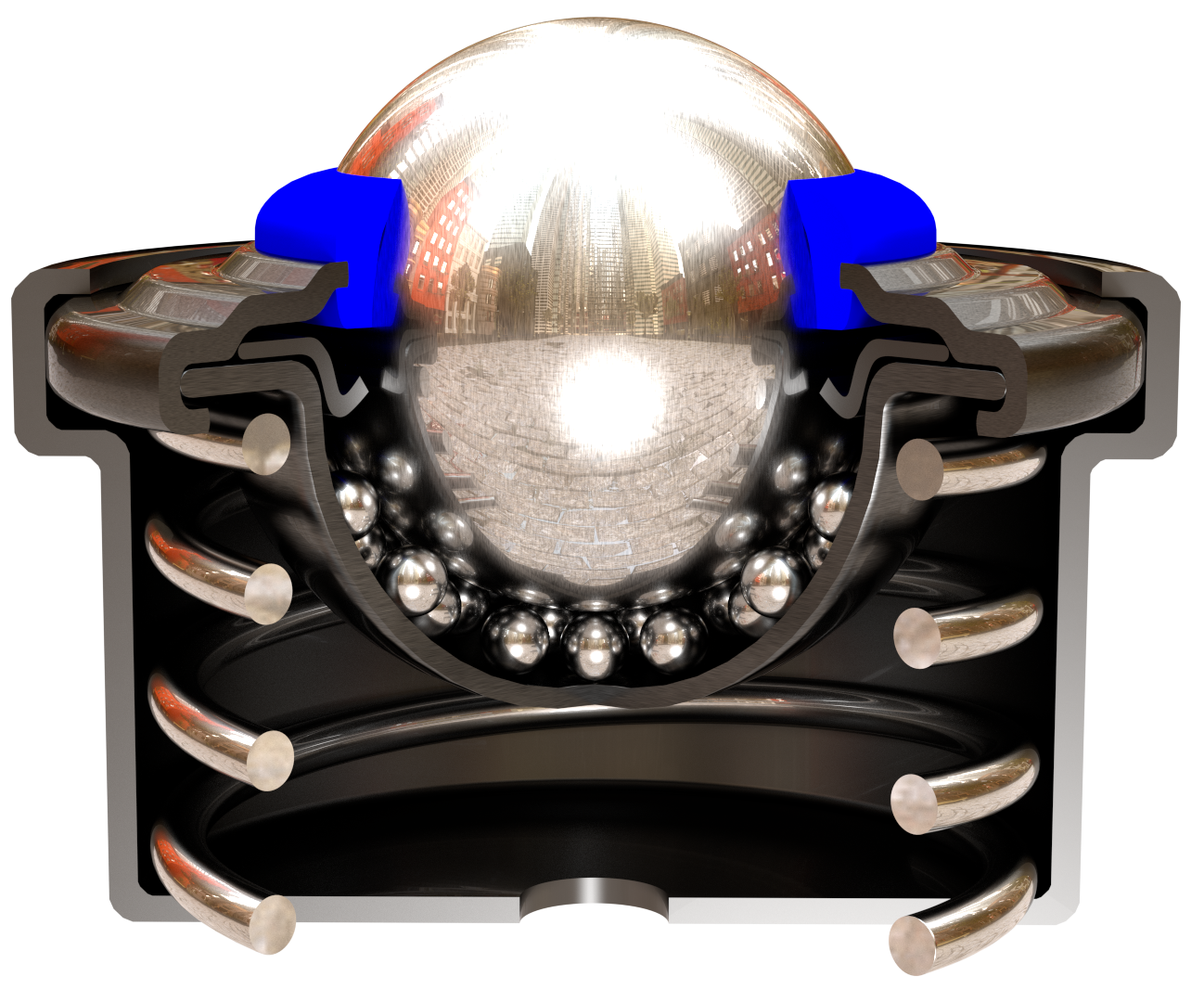
Innerer Aufbau einer Kugelrolle

Kugelrollen bestehen aus einem Stahl- oder Stahlblechgehäuse mit eingelagerter oder integrierter Kugelpfanne. Darin befinden sich eine Vielzahl von Stützkugeln, die der Tragkugel ihre reibungsarme allseitige Drehung ermöglichen. Während der Bewegung wälzen sich die Stützkugeln in der Kugelpfanne ab. Durch den Aufbau der Kugelrollen werden in jeder Einbaulage die maximale Belastbarkeit und das gleichmäßige Abrollen gewährleistet (bei wenigen Ausnahmen reduziert sich die Belastungsgrenze bei Überkopfeinbau). Die meisten Kugelrollen besitzen eine Ablassöffnung.

## Werkstoffe
Gehäuse, Deckel, Lagerschalen und sonstige Einbauteile bestehen aus Stahl; Gehäuse und Deckel sind verzinkt oder brüniert. Zum Standardprogramm einiger Bauformen gehören auch Kugelrollen komplett aus korrosionsbeständigem Stahl (1.4301).
Sämtliche Einbauteile, auf denen sich die Kugeln bewegen, sind gehärtet (außer Kugelrollen mit versenktem Stahlblechgehäuse). Standardmäßig werden gehärtete Kugeln aus Wälzlagerstahl (1.3505) bzw. korrosionsbeständigem Stahl (1.4034) eingesetzt. Weiterhin ist der Einsatz von Kunststofftragkugeln (POM) für Fördergüter mit empfindlichen Oberflächen möglich. Für Sonderanwendungen sind weitere Werkstoffe (PTFE, Keramik, …) verwendbar.

## Belastung
Zur Ermittlung der Belastung für eine Kugelrolle wird das Gewicht des Fördergutes durch 3 dividiert. Das Ergebnis ist die maximale dynamische Belastung einer Kugelrolle. Einfluss darauf hat besonders die Stabilität des Transportgutbodens. Bei baulichen Unebenheiten kann durch eine ständige schockartige Überbeanspruchung (seitliches Anstoßen der Last) die Lebensdauer der Kugelrolle stark reduziert werden. In der Praxis müssen je nach Fördergutstabilität wesentlich mehr Kugelrollen zum Einsatz gebracht werden, als die theoretische Tragkraftberechnung ergibt.

## Teilung
Der Kugelrollenabstand wird errechnet, indem das kleinste Bodenmaß des Fördergutes durch 3,5 dividiert wird. Dadurch wird garantiert, dass immer mindestens 3 Kugelrollen in x- und y-Achse die Last tragen. Damit wird ein Kippen oder Verkanten der Last verhindert.

## Fördergeschwindigkeit
Je nach Bauart der Kugelrolle werden Fördergeschwindigkeiten von 1–2 m/s empfohlen. Kurzzeitig höhere Geschwindigkeiten bis zum Doppelten sind möglich.

## Temperaturbereich
Kugelrollen mit Stahlkugeln sind in einem Temperaturbereich von −30 °C bis +100 °C einsetzbar. Kugelrollen mit Kunststoffkugeln sind bis +30 °C einsetzbar. Bei höheren Temperaturen sind bauliche Änderungen der Kugelrollen nötig und eine reduzierte dynamische Belastung ist einzuplanen. Weiterhin sollte ab Temperaturen von über 50 °C auf den Filzdichtring verzichtet werden.